# وومچوو
وومچوو (به لاتین: Łomczewo) یک روستا در لهستان است که در گمینا اوکونک واقع شده‌است. وومچوو  ۴۷۰ نفر جمعیت دارد.